# Friedrich Walchner
Friedrich August Walchner (né le 2 septembre 1799 à Meersburg, mort le 17 février 1865 à Karlsruhe) est un géologue, chimiste, minéralogiste et homme politique badois.

## Biographie
Walchner, fils de l'avocat Kasimir Walchner (de), étudie à Göttingen et à Fribourg et, en 1817, devient membre du Corps Rhenania Freiburg (de). À Fribourg, il est également membre de la Burschenschaft coopérative / association pour l'édition des articles scientifiques et en 1818 de l'Alten Freiburger Burschenschaft . À Fribourg, il est qualifié comme professeur en 1823 et devient conférencier et professeur agrégé .
En 1825, il est nommé l'un des douze enseignants de l'école polytechnique de Karlsruhe, qui venait d'être fondée, où il travaille comme professeur de minéralogie, de géognosie et de chimie. De 1833 à 1836, il y occupe le poste de directeur. En 1847, il reconnaît la teneur en nickel du minerai à Horbach, la mine est nommée en son honneur Friedrich-August-Grube.
En 1833, il est membre de la deuxième chambre de l'Assemblée des États de Bade pour le district électoral de Karlsruhe II et en 1848, il est membre du Pré-parlement.
Il est nommé à la Direction des forêts et des mines du Grand-duché de Bade. À partir de 1838, il est nommé Bergrat, il se retire en 1855
En 1848, il est élu membre correspondant de l'Académie bavaroise des sciences.

## Honneurs
- 1838: chevalier de l'Ordre du Lion de Zaeringen

## Publications (sélection)
- Handbuch der Mineralogie und Geognosie. 2 Bände, 1832–1833 (= Lorenz Oken: Allgemeine Naturgeschichte für alle Stände, Teil 1. Stuttgart 1833–1841).
- Lehrbuch der unorganischen Chemie. 1849.
- Darstellung der geologischen Verhältnisse der am Nordrande des Schwarzwaldes hervortretenden Mineralquellen. 1849.
- Handbuch der Geognosie. 1851.